# Ahfir
Ahfir, antiguamente Martinprey-du-Kiss, (en bereber : ⴰⵃⴼⵉⵔ, en árabe : احفير) es una localidad marroquí de 19630 habitantes (en 2014), situada en la región tribal de Yat Iznassen en el Rif, al noreste de Marruecos, a dos kilómetros de la frontera argelina y a veinte kilómetros del Mediterráneo.   
La ciudad fue construida en 1908 por el general Hubert Lyautey bajo el nombre de Martimprey-du-Kiss. No fue hasta la independencia de Marruecos bajo el protectorado francés que la ciudad pasó a llamarse Ahfir. Este nombre hace referencia a la cantera de piedra que se explotó allí durante la era colonial y poscolonial (1912-1956). 